# Earl Loreburn
Earl Loreburn, of Dumfries in the County of Dumfries, war ein erblicher britischer Adelstitel in der Peerage of the United Kingdom.
Der Titel wurde am 4. Juli 1911 von König Georg V. für den Lordkanzler Robert Reid, 1. Baron Loreburn geschaffen. Bereits am 8. Januar 1906 war ihm, ebenfalls in der Peerage of the United Kingdom der fortan nachgeordnete Titel Baron Loreburn, of Dumfries in the County of Dumfries, verliehen worden. Die Namensgebung des Titels leitet sich vom historischen Wahlspruch im Wappen des Boroughs Dumfries, „A Lore Burne“, ab. Der Earl war insbesondere 1889 bis 1905 Unterhausabgeordneter für diesen Wahlbezirk. Da die beiden Ehen des Earls kinderlos blieben, erloschen beide Titel bei seinem Tod am 30. November 1923.

## Liste der Earls Loreburn (1911)
- Robert Reid, 1. Earl of Loreburn (1846–1923)